# (32096) Puckett
(32096) Puckett est un astéroïde de la ceinture principale.

## Description
(32096) Puckett est un astéroïde de la ceinture principale. Il fut découvert le 27 mai 2000 à Anza (Californie) par Michael Collins et Minor White. Il présente une orbite caractérisée par un demi-grand axe de 2,55 UA, une excentricité de 0,15 et une inclinaison de 2,5° par rapport à l'écliptique.

## Compléments